# Gabriele Schwab
Gabriele M. Schwab (* 20. März 1946) ist eine Literaturwissenschaftlerin und Hochschullehrerin für Komparatistik und Literaturtheorie an der University of California, Irvine (UCI).

## Leben
Schwab studierte Anglistik, Romanistik und Allgemeine Literaturwissenschaft an der Universität Konstanz. Sie wurde dort 1976 promoviert und erhielt 1982 ihre Lehrberechtigung in Anglistik/Amerikanistik und Literaturwissenschaft. Am New Center for Psychoanalysis in Los Angeles erwarb sie 2009 den Doctor of Philosophy in Psychoanalyse.
Schwab erhielt 1986 als Distinguished Professor ihre Berufung auf den Lehrstuhl für Komparatistik und Theorie an der University of California, Irvine. Dort war sie von 1996 bis 2002 Direktorin des Critical Theory Institute. Zu ihren Forschungsgebieten gehören: Vergleichende Literatur des 20. und 21. Jahrhunderts, Amerikanische Literatur, Indianische Literatur, Literatur- und Kulturtheorie, Psychoanalyse, Trauma- und Gedächtnistheorien sowie Theorien zur politischen Ökologie.
Schwab war 1985/1986 Stipendiatin des Heisenberg-Programms der DFG. Gefördert wurden ihre Arbeiten im Bereich Literaturkritik 1990/1991 durch ein Guggenheim-Stipendium. Seit 2007 hat sie eine Chancellor’s Forschungsprofessur inne.
Schwab war wiederholt Gastprofessorin, 1997/1998 an der Ludwig-Maximilians-Universität München, 2001 an der Australian National University in Canberra, 2009 an der Arizona State University und an der Friedrich-Schlegel-Schule der Freien Universität Berlin sowie 2010 an der Rutgers University.
Von Oktober 2012 bis August 2013 war sie im Rahmen des Exzellenzclusters der Universität Konstanz Fellow am Kulturwissenschaftlichen Kolleg. Sie  verfolgte dort ihr Forschungsprojekt „Marginale Subjektivitäten: Ökopolitik und die Gespenster der Zukunft“.

## Auszeichnungen
Schwab erhielt den Chancellor’s Distinguished Teaching Award der UCI. Sie ist seit 1999 und 2000  Ehrenprofessorin der Universität für Sprache und Kultur Peking (BLCU) und der Shandong-Universität in China.

## Schriften (Auswahl)
Autorin
- Imaginary Ethnographies, Literature, Culture, and Subjectivity. Columbia University Press (UP), 2012.
- Haunting Legacies. Violent Histories and Transgenerational Trauma. Columbia UP, 2010.
- The Mirror and the Killer-Queen. Otherness in Literary Language. Indiana UP, 1996.
- Subjects without Selves. Transitional Texts in Modern Fiction. Harvard UP, 1994.
- Entgrenzungen und Entgrenzungsmythen. Zur Subjektivität im modernen Roman. Stuttgart 1987.
- Samuel Becketts Endspiel mit der Subjektivität. Entwurf einer Psychoästhetik des modernen Theaters. Stuttgart 1981.

Herausgeberin
- Mit Philomena Essed: Clones, Fakes and Posthumans. Cultures of Replication. Rodopi UP, 2012.
- Derrida, Deleuze, Psychoanalysis. Columbia UP, 2007.
- Mit Bill Maurer: Accelerating Possession. Global Futures of Property and Personhood. Columbia UP, 2006.
- The Cultural Unconscious and the Postcolonizing Process, Routledge, 2004.